# Donazione di cosa altrui

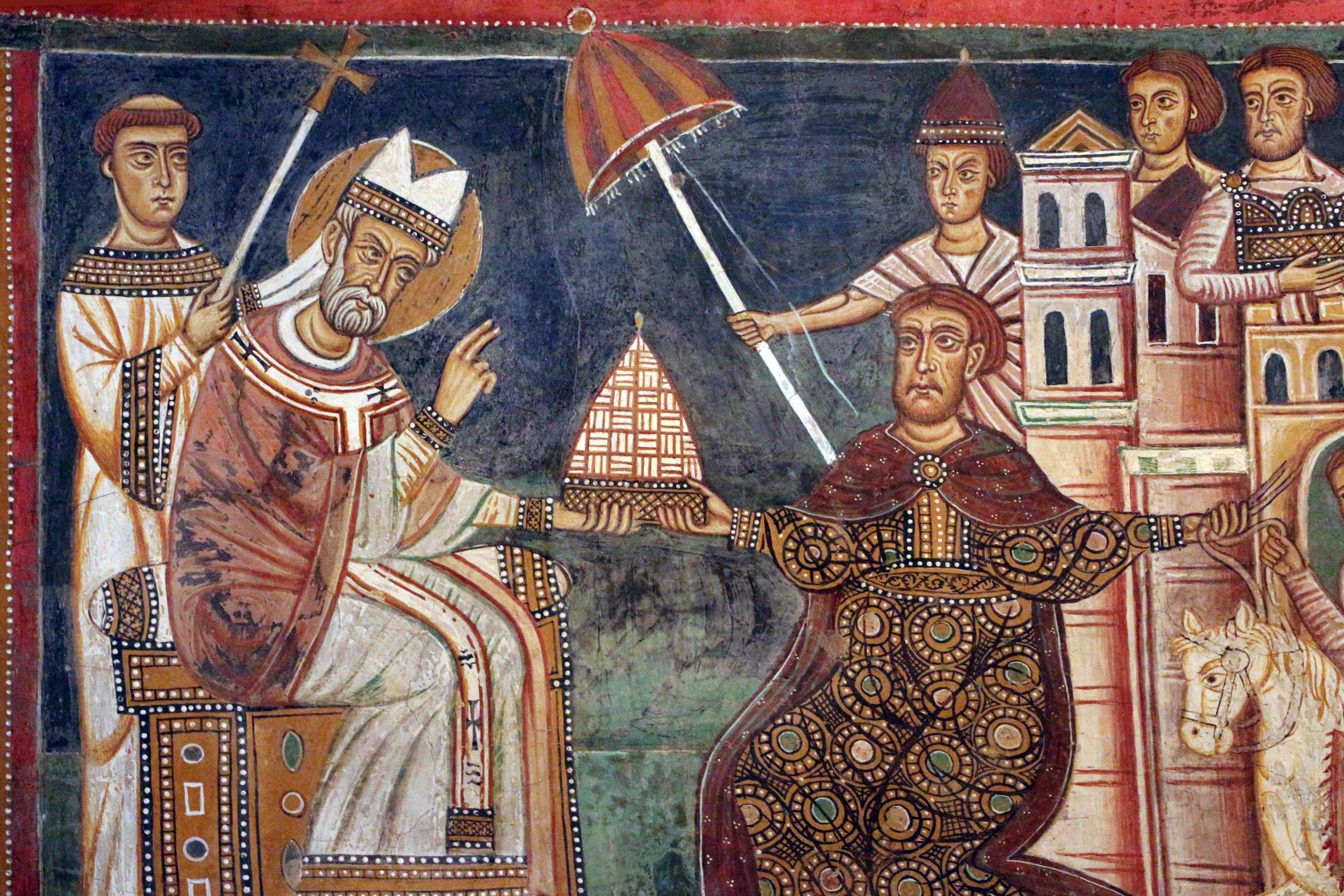
Donazione di Costantino - Cappella di San Silvestro

In base all’art. 769 c.c. la donazione è «il contratto col quale, per spirito di liberalità, una parte arricchisce l'altra, disponendo a favore di questa di un suo diritto o assumendo verso la stessa un'obbligazione». Si possono distinguere quattro tipi di donazione:
1. la donazione reale costitutiva, che ha ad oggetto la costituzione ex novo senza corrispettivo di un diritto reale di godimento (come ad esempio accade nel caso del pieno proprietario che doni l’usufrutto);
2. la donazione reale traslativa, che ha ad oggetto il trasferimento a titolo gratuito di un diritto reale di godimento già esistente nel patrimonio del donante;
3. la donazione liberatoria, con la quale il donante libera il donatario da un obbligo non ancora adempiuto e che rientra nella espressione generica “disposizione di un diritto” utilizzata dal legislatore nell’art. 769;
4. la donazione obbligatoria, con la quale il donante assume gratuitamente un’obbligazione.

Consolidata giurisprudenza ritiene che la donazione si caratterizzi per la necessaria compresenza di due elementi:
- L'elemento soggettivo, cioè l’animus donandi, consistente nella consapevolezza in capo al donante di arrecare ad altri un vantaggio patrimoniale senza esservi in alcun modo costretti;
- L'elemento oggettivo, costituito dal contemporaneo arricchimento di un soggetto, il donatario, e dal depauperamento di un altro, il donante. Secondo un primo orientamento l’animus donandi sarebbe correlato alla causa del contratto, venendo a identificarsi con la stessa.

Questa è la c.d. teoria soggettiva, che ha sostenitori tutt’ora sia in dottrina sia in giurisprudenza.
Prevale nettamente la tesi (teoria oggettiva) in base alla quale la causa della donazione è tipica e va ravvisata nell'obiettivo impoverimento del donante e nel conseguente arricchimento del donatario. Viceversa, l'elemento soggettivo dell'animus donandi non rientrerebbe nella causa, ma atterrebbe alla volontà del negozio.
È noto che la causa deve essere distinta dai motivi, che sono giuridicamente irrilevanti, ad eccezione delle ipotesi espressamente previste per legge: Motivo erroneo (art. 787 c.c.); motivo illecito (art. 788 c.c.); motivo di liberalità (art. 770 comma 2 c.c.).

## Storia

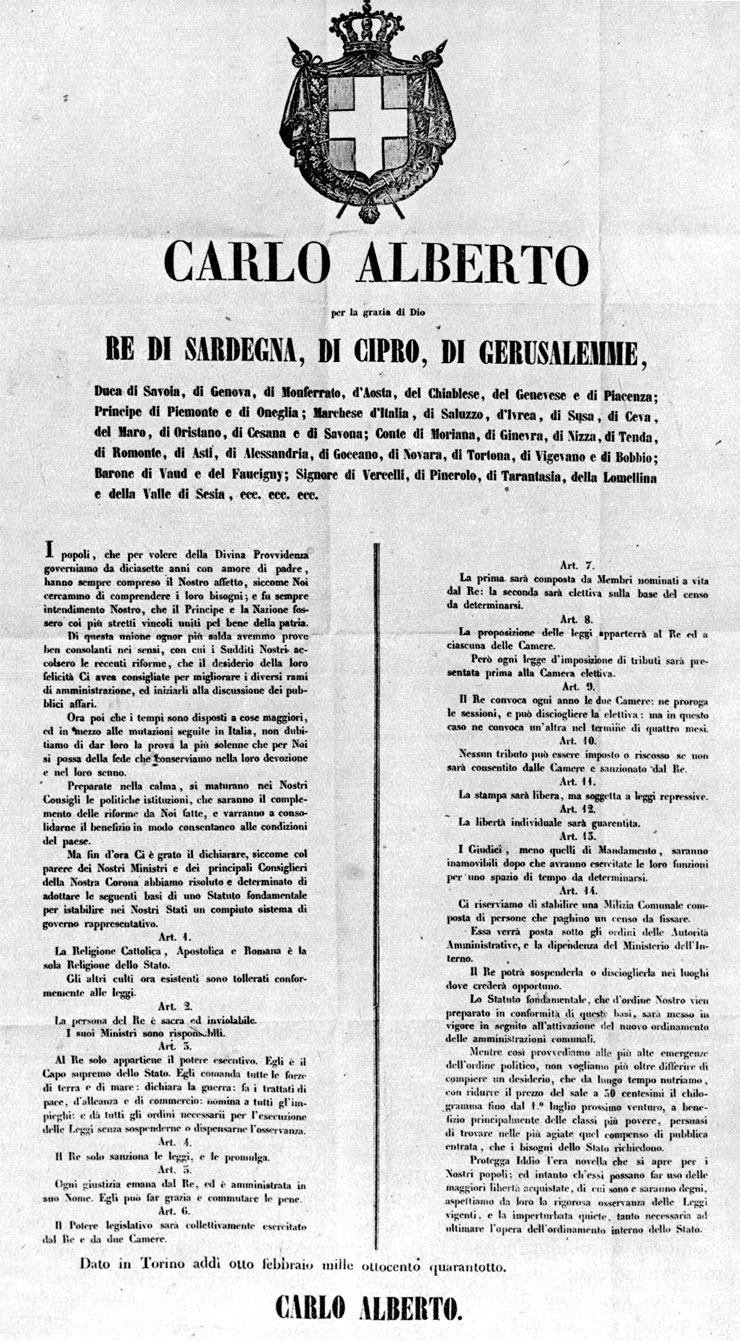
Statuto Albertino

### Lo Statuto Albertino del 1865
L’istituto della donazione di cosa altrui non è espressamente disciplinato né dal codice del 1865, né dal codice civile del 1942.
All'epoca in cui vigeva lo Statuto Albertino del 1865, la donazione di cosa altrui era ritenuta vietata dalla dottrina e dalla giurisprudenza dell’epoca, le cui motivazioni si fondavano sull’interpretazione delle norme giuridiche riguardanti la “vendita di cosa altrui” (art. 1459) e della “donazione di beni futuri” (art. 1064).
Il codice dell’epoca vietava espressamente la donazione di beni futuri statuendo che «la donazione non può comprendere che i beni presenti del donante; se comprende beni futuri, è nulla riguardo a questi». La ratio legis sottesa al divieto della donazione di beni futuri sarebbe espressione del principio, recepito dal codice civile del 1865, del «donner et retenir ne vaut» ("tenere e vale non vale"). L’art. 1050 dello Statuto, infatti, prevedeva quali requisiti della donazione l’attualità e l’irrevocabilità dello spoglio i quali, nel caso di donazione di beni futuri, venivano meno.
L’operatività del divieto sancito dall’art. 1064 si estendeva, dunque, in via analogica anche alle donazioni che avessero avuto ad oggetto beni altrui, presupponendo esse il successivo acquisto ad opera del donante. Ed infatti sotto il profilo soggettivo la dottrina considerava i beni altrui come beni futuri, poiché non facenti parte del patrimonio del donante.
In via interpretativa ed analogica Il divieto di donazione di cosa altrui veniva ricavato dalla dottrina dell’epoca anche alla luce dell’art. 1459, il quale statuiva che «la vendita della cosa altrui è nulla: essa può dar luogo al risarcimento dei danni se il compratore ignorava che la cosa era d’altri. La nullità stabilita da questo articolo non si può mai opporre dal venditore». La ratio di tale divieto si individuava nel cosiddetto principio di attualità del diritto, in base al quale il venditore non poteva vendere un bene di cui, al momento del trasferimento, non era proprietario.
Parimenti si riteneva vietata la donazione di cosa altrui non essendo il donante titolare del diritto di cui voleva disporre.

### Il Codice Civile del 1942
Analogamente allo Statuto Albertino del 1875, l’attuale assetto normativo sancisce all’art. 771 c.c. che la donazione di beni futuri è nulla. L'articolo in esame statuisce infatti: «La donazione non può comprendere che i beni presenti del donante. Se comprende beni futuri è nulla rispetto a questi, salvo che si tratti di frutti non ancora separati». Si osserva tuttavia che la definizione di contratto di donazione di cui all'art. 769 c.c. non prevede più, a differenza di quella contenuta nello Statuto Albertino, tra gli elementi essenziali l’attualità dello spoglio e l’irrevocabilità.
La miglior dottrina individua la ratio del divieto di donazione di beni futuri nella scelta del legislatore di limitare le liberalità avventate.
Inoltre, a differenza dello Statuto Albertino, l’attuale codice civile ritiene valida la vendita di cosa altrui, statuendo all'art. 1478 c.c. che «se al momento del contratto la cosa venduta non era di proprietà del venditore, questi è obbligato a procurarne l’acquisto al compratore. Il compratore diventa proprietario nel momento in cui il venditore acquista la proprietà dal titolare di essa». Permane, dunque, il silenzio del legislatore riguardo alla donazione di cosa altrui, sicché la suddetta questione interpretativa è stata oggetto di appassionato dibattito dottrinale e giurisprudenziale.

## I principali orientamenti giurisprudenziali

### La tesi della nullità
Un consolidato orientamento ritiene che debba essere esclusa la validità di una donazione avente ad oggetto beni altrui, poiché le ragioni di tutela del donante, giustificative del divieto di donazione di beni futuri, devono rinvenirsi anche in questa fattispecie.
La lettera della norma, in questo senso, sembra legittimare una libera disponibilità di beni per spirito di liberalità, soltanto in presenza degli stessi; la donazione di beni futuri, al pari della donazione di cosa altrui, riguardando beni non facenti parte del patrimonio del soggetto donante - al momento del compimento dell’atto traslativo – sarebbero affette da nullità.
I due istituti sarebbero accomunati da identità di ratio, con la precisazione che:
- nel caso di donazione di cosa futura il bene risulta non ancora esistente in rerum natura e, quindi, in senso oggettivo;
- nel caso di donazione di cosa altrui, il bene non potrebbe ritenersi presente, perché non appartenente alla sfera patrimoniale del donante, ma di un terzo.

Ne deriva che, sussistendo la medesima struttura negoziale, la nullità, ex art. 771 c.c. deve essere comminata anche nel caso di donazione di cosa altrui.
Sarebbe la stessa legge a deporre in questo senso sia per quanto concerne l’inciso “beni presenti”, interpretato nel senso di appartenenza, sia con riferimento al profilo della nullità del negozio giuridico traslativo, relativo a questi beni.
Ulteriore argomento risiederebbe nella ratio del divieto di cui all’art. 771 c.c. individuato dalla dottrina nell’esigenza di non favorire la prodigalità del donante, a maggior ragione se ha ad oggetto beni che non fanno parte della sua sfera patrimoniale. Secondo tale dottrina infatti, anche la disciplina della vendita di cosa altrui avrebbe natura giuridica eccezionale, non essendone ammessa l'applicabilità a fattispecie non espressamente previste dalla legge.
Nell’ambito di tale interpretazione è stato da taluni escluso, inoltre, che l’eventuale acquisto del diritto di proprietà ad opera del donante, successivo alla stipulazione del contratto, possa produrre un effetto sanante. Il nostro ordinamento infatti non ammette, come regola generale, ipotesi di convalida della nullità; ne consegue che la donazione compiuta in violazione dell’art. 771 c.c. non costituirebbe titolo astrattamente idoneo per l’usucapione abbreviata ex art. 1159 c.c.
In particolare, secondo una tesi risalente, «la convenzione che contenga una promessa di attribuzione dei propri beni a titolo gratuito configura un contratto preliminare di donazione che è nullo, in quanto con esso si viene a costituire a carico del promittente un vincolo giuridico a donare, il quale si pone in contrasto con il principio secondo cui nella donazione l’arricchimento del beneficiario deve avvenire per spirito di liberalità, in virtù cioè di un atto di autodeterminazione del donante, assolutamente libero nella sua formazione».
In questa prospettiva si pone però il problema della tutela del donatario, il quale ha accettato il bene in buona fede, ignorando l’altruità dello stesso e facendo legittimo affidamento sulla validità di un contratto che è risultato poi invalido. A tal fine si potrebbe pertanto configurare da un lato una forma di responsabilità precontrattuale del donante ex art. 1338 Cod. Civ., il quale conosce o avrebbe dovuto conoscere che la mancata proprietà del bene donato avrebbe costituito una causa di invalidità del contratto stesso, dall’altro una forma di acquisto a non domino ex art. 1159 cod. civ., purché sussista il possesso del donatario, la sua buona fede ed un titolo idoneo.
Con riferimento alla responsabilità precontrattuale, è necessario precisare che il danno risarcibile si limiterà all’interesse negativo, ossia il denaro eventualmente speso, il tempo impiegato e possibili alternative mancate, non estendendosi al valore del bene donato. Quindi il donatario che ha ricevuto il bene in forza di un contratto nullo, potrà acquistare la proprietà dello stesso in forza del possesso ad usucapionem e non in forza del titolo contrattuale.
Ulteriore questione è se il donatario possa acquistare il bene donato anche in virtù di un possesso più breve, ossia di un'usucapione abbreviata la quale richiede, per l'acquisto della proprietà, la presenza di un titolo idoneo.
Secondo un orientamento diffuso in dottrina e giurisprudenza, il riferimento alla idoneità del titolo deve essere interpretato nel senso che, ove il dante causa sia titolare del bene, l’acquisto a favore dell’avente causa si verifica senz’altro in forza di quel titolo. In altre parole, il difetto di titolarità del bene in capo al disponente deve essere l’unico impedimento all’efficacia reale del negozio.
Altrettanto diffusa è la tesi in base alla quale il negozio nullo non costituisca un titolo idoneo ai fini dell’usucapione abbreviata, in quanto l’inefficacia iniziale ed assoluta non lo renderebbe produttivo di alcun effetto giuridico.
Per tali ragioni parte della dottrina nonché la giurisprudenza di legittimità hanno escluso che la donazione di bene altrui costituisca titolo idoneo ai fini dell'usucapione abbreviata.
Si segnala altresì un diverso orientamento giurisprudenziale il quale, pur aderendo alla tesi della nullità ha tuttavia sostenuto che la donazione di bene altrui (seppur nulla) rappresenti un titolo idoneo ai fini dell'usucapione abbreviata.
I giudici di legittimità, nella sentenza n. 10356 del 2009 hanno infatti statuito che: «la donazione dispositiva di un bene altrui, benché non espressamente disciplinata, deve ritenersi nulla alla luce della disciplina complessiva della donazione e, in particolare, dell’art. 771 cod. civ., poiché il divieto di donazione dei beni futuri ricomprende tutti gli atti perfezionati prima che il loro oggetto entri a comporre il patrimonio del donante; tale donazione, tuttavia, è idonea ai fini dell’usucapione decennale prevista dall’art. 1159 cod. civ., poiché il requisito, richiesto da questa norma, dell’esistenza di un titolo che legittimi l’acquisto della proprietà o di altro diritto reale di godimento, che sia stato debitamente trascritto, deve essere inteso nel senso che il titolo, tenuto conto della sostanza e della forma del negozio, deve essere suscettibile in astratto, e non in concreto, di determinare il trasferimento del diritto reale, ossia tale che l’acquisto del diritto si sarebbe senz’altro verificato se l’alienante ne fosse stato titolare».

### La tesi della validità - Inefficacia
Un orientamento giurisprudenziale minoritario, in base ad un’interpretazione letterale della norma ha affermato il principio per cui «la donazione di beni altrui non può essere ricompresa nella donazione di beni futuri, nulla ex art. 771 cod. civ., ma è semplicemente inefficace e, tuttavia, idonea ai fini dell’usucapione abbreviata ex art. 1159 cod. civ., in quanto il requisito, richiesto dalla predetta disposizione codicistica, della esistenza di un titolo che sia idoneo a far acquistare la proprietà o altro diritto reale di godimento, che sia stato debitamente trascritto, va inteso nel senso che il titolo, tenuto conto della sostanza e della forma del negozio, deve essere idoneo in astratto, e non in concreto, a determinare il trasferimento del diritto reale, ossia tale che l’acquisto del diritto si sarebbe senz’altro verificato se l’alienante ne fosse stato titolare».
Ed ancora, ad opinione della Suprema Corte di Cassazione, «a prescindere dall’argomento logico costituito dal fatto che, ad altri fini, il legislatore ha considerato separatamente gli effetti di atti di disposizione di beni futuri e di beni altrui (art. 1472 e 1478 ss. c.c.) occorre considerare che l’art. 771 c1 c.c., espressamente stabilisce che se la donazione comprende beni futuri, è nulla rispetto a questi salvo che si tratti di frutti non ancora separati. Appare evidente, dalla formulazione di tale norma, il riferimento del divieto ai soli beni non ancora esistenti in rerum natura. Una volta chiarito che la donazione di beni altrui non è nulla ex art. 771 c.c., la stessa andrà considerata come semplicemente inefficace, ma tuttavia idonea ai fini di cui all’art. 1159 c.c.». Nello specifico, tale ultimo orientamento giurisprudenziale ha ritenuto valida la donazione di cosa altrui sulla base di un’interpretazione analogica dell’istituto della vendita di cosa altrui.
L’art. 771 c.c. vieterebbe, infatti, la donazione di cosa futura, ma non anche la donazione di cosa altrui. La ratio del divieto di cui all’art. 771 c.c. si rinviene nella circostanza che la cosa futura è oggettivamente inesistente nel momento in cui viene donata, sicché la norma intende vietare la donazione di un bene inesistente in rerum natura.
Di contro la cosa altrui nel momento in cui viene donata è oggettivamente esistente nel patrimonio altrui, ma soggettivamente inesistente nel patrimonio del donante.
Pertanto, chiarito che la donazione di beni altrui non è nulla ex art. 771 c.c., la stessa andrà considerata come semplicemente inefficace qualora non si verifichino gli effetti traslativi, ossia il donante non abbia acquistato la proprietà del bene.

### L'ordinanza di rimessione alle Sezioni Unite n. 11545 del 2014
L’animato dibattito ha, di recente, portato la questione all’attenzione della Suprema Corte, interpellata con Ordinanza n. 11545 del 2014 di rimessione alle Sezioni Unite.
In particolare al massimo organo della nomofilachia veniva posto il seguente quesito: «se la donazione dispositiva di un bene altrui debba ritenersi nulla alla luce della disciplina complessiva della donazione e, in particolare, dell'art. 771 c.c., poiché il divieto di donazione dei beni futuri ricomprende tutti gli atti perfezionati prima che il loro oggetto entri a comporre il patrimonio del donante e quindi anche quelli aventi ad oggetto i beni altrui, oppure sia valida, ancorché inefficace, e se tale disciplina trovi applicazione, o no, nel caso di donazione di quota di proprietà pro indiviso».

### La pronuncia della Cassazione (SS.UU. 15 marzo 2016 n. 5068)

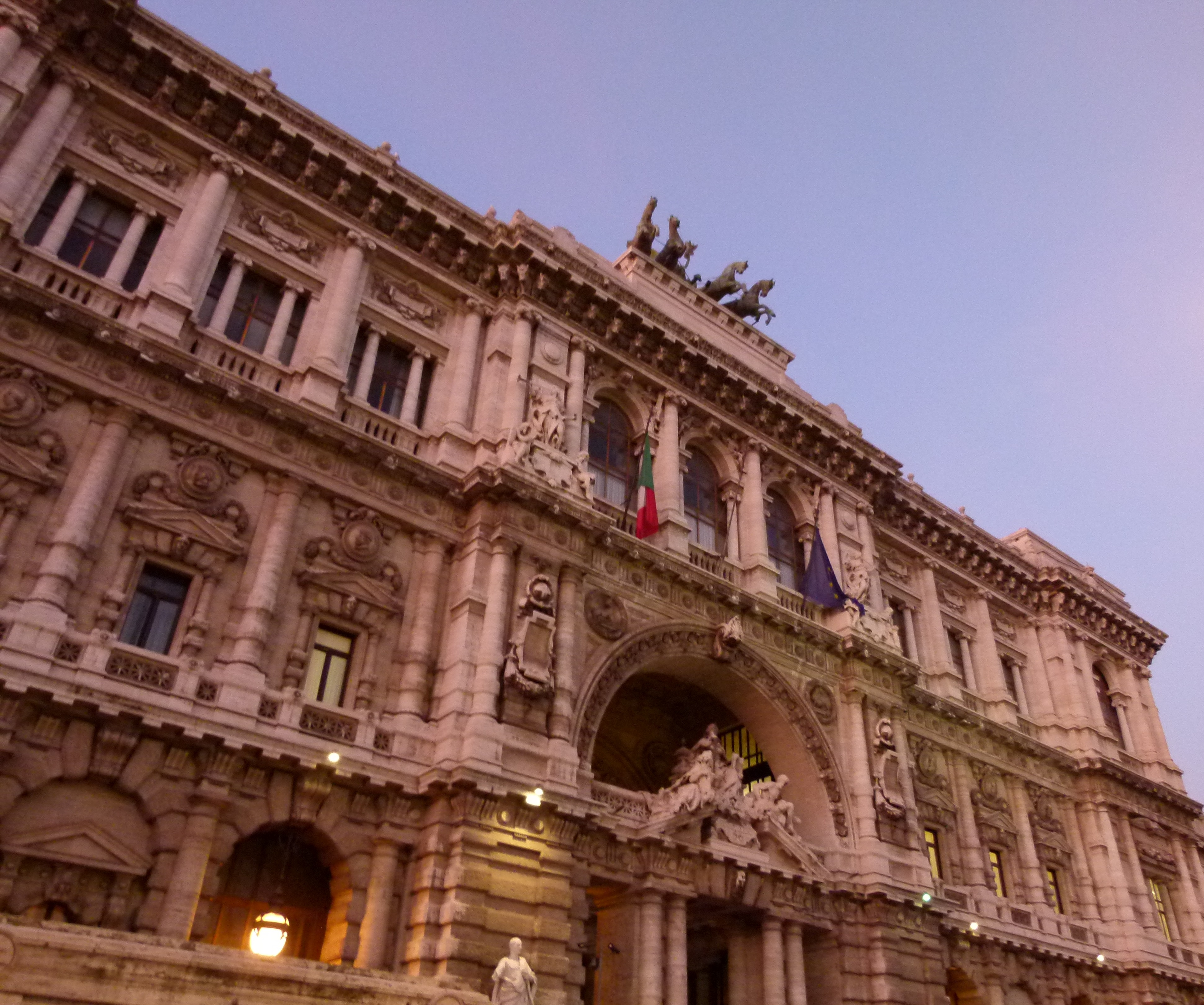
La Suprema Corte di Cassazione

Le Sezioni Unite hanno adottato un percorso argomentativo diverso rispetto a quello elaborato da entrambe le tesi giurisprudenziali analizzate.
Il collegio ha ritenuto, infatti, che la donazione di cosa altrui, o anche solo parzialmente altrui, è nulla per mancanza della causa del negozio di donazione ai sensi dell'articolo 1418 c.c. e non per l’applicazione in via analogica della nullità prevista per i beni futuri ex art. 771 c.c.
Le Sezioni Unite si sono discostate dall'orientamento giurisprudenziale prevalente che ritiene nulla la donazione di cosa altrui per violazione dell'articolo 771 c.c. ed hanno affrontato il problema della validità della donazione in esame alla luce di quanto disposto dall'art. 769 c.c.
Ai sensi di tale articolo gli effetti che la donazione può produrre sono di due tipi:
- dispositivi / traslativi
- obbligatori

Tali effetti individuano rispettivamente due tipologie di donazione, quella dispositiva e quella obbligatoria, entrambe giustificate dalla causa donandi che può essere anch'essa traslativa od obbligatoria.
Per i Giudici della Suprema Corte, il giudizio di validità di una donazione obbligatoria di cosa altrui va affrontato in relazione alla causa del contratto, poiché «se la cosa non appartiene al donante questi deve assumere espressamente e formalmente nell'atto l'obbligazione di procurare l'acquisto dal terzo al donatario. La donazione di bene altrui è valida pertanto come donazione obbligatoria di dare ai sensi dell'articolo 769 c.c., purché l'altruità sia conosciuta dal donante e tale consapevolezza risulti da un'apposita espressa affermazione nell'atto pubblico (art. 782 c.c.). Se, invece, l'altruità del bene donato non risulti dal titolo e non sia nota alle parti, il contratto non potrà produrre effetti obbligatori, perché non sarà sorretto da una causa obbligatoria, bensì dispositiva e né potrà applicarsi la disciplina della vendita di cosa altrui». Ne consegue che «la sanzione della nullità si applica alla donazione di beni che il donante ritenga, per errore, propri, perché la mancata conoscenza dell'altruità determina l'impossibilità assoluta di realizzazione del programma negoziale e, quindi, la carenza della causa donativa dispositiva».
La Suprema Corte ha inoltre affermato che gli elementi costitutivi della donazione sono:
- l'arricchimento del terzo;
- il depauperamento del donante;
- lo spirito di liberalità, ossia l'animus donandi.

In particolare quest'ultimo, ad eccezione dell'ipotesi di donazione obbligatoria, presuppone il requisito dell'attualità dell'appartenenza del bene che si intende donare alla sfera di proprietà del donante, «in mancanza del quale la causa tipica del contratto stesso non può realizzarsi».
Considerato, dunque, che la causa rappresenta uno degli elementi essenziali del contratto ai sensi dell'art. 1325 c.c. e che la sua mancanza comporta la nullità del contratto ai sensi dell'art. 1418 c.c., ne deriva la nullità della donazione di beni altrui.
Inoltre, la Corte ha precisato che la mancanza nel codice del 1942 di una norma che preveda la nullità della donazione di cosa altrui non può incidere sulla efficacia o meno del negozio. Secondo le Sezioni Unite, infatti, l’articolo 771 c.c. non può essere esteso alla donazione di beni altrui, in quanto la futurità a cui si riferisce tale norma è solo quella “oggettiva”. Tuttavia nella donazione di beni altrui mancherebbe la causa tipica di questo contratto consistente sempre e comunque nell'animus donandi, concepito come volontà di arricchire l'altra parte producendo un parallelo depauperamento.
Ne consegue che la donazione di beni non appartenenti al donante è affetta da una causa di nullità autonoma ed indipendente rispetto a quella prevista dall’articolo 771 del codice civile, che deriva dall'applicazione della disciplina generale secondo la quale è nullo ogni contratto privo di causa.
In conclusione le Sezioni Unite hanno affermato il seguente principio di diritto: